# Eupithecia claudei
Eupithecia claudei es una especie de polilla de la familia Geometridae. La especie fue descrita por primera vez por Mironov y Galsworthy habiendo sido descrita en 2010, con distribución en Nepal. Es una polilla pequeña con una envergadura de unos 18 milímetros (0,7 plg). Las alas anteriores son de color marrón claro y las traseras son de color blanco parduzco. 